# 나카시마역
나카시마역(일본어: 中島駅 なかしまえき[*])은 일본 히로시마현 히로시마시 아사키타구에 위치한 서일본 여객철도 가베 선의 철도역이다. 단선 승강장 1면 1선의 구조를 갖춘 지상역이다.

## 이용 현황
| 연도     | 1일 평균 승차 | 연도별 총수 | 정기권  | 보통권 |
| 1968년도 | 241.4         | 176,250     | 162,870 | 13,380 |
| 1969년도 | 230.6         | 168,304     | 158,156 | 10,148 |
| 1970년도 | 193.5         | 141,280     | 132,322 | 8,958  |
| 1971년도 | 168.5         | 123,355     | 109,756 | 13,599 |
| 1972년도 | 138.3         | 100,967     | 88,280  | 12,687 |
| 1973년도 | 147.5         | 107,682     | 89,610  | 18,072 |
| 1974년도 | 168.7         | 123,184     | 104,506 | 18,678 |
| 1975년도 | 165.4         | 121,095     | 99,834  | 21,261 |
| 1976년도 | 195.8         | 142,924     | 120,654 | 22,270 |
| 1977년도 | 188.0         | 137,251     | 115,292 | 21,959 |
| 1978년도 | 181.1         | 132,910     | 116,678 | 15,512 |
| 1979년도 | 193           |             |         |        |
| 1980년도 | 191           |             |         |        |
| 1981년도 | 173           |             |         |        |
| 1982년도 | 173           |             |         |        |
| 1983년도 | 190           |             |         |        |
| 1984년도 | 191           |             |         |        |
| 1985년도 | 194           |             |         |        |
| 1986년도 | 274           |             |         |        |
| 1987년도 | 376           |             |         |        |
| 1988년도 | 422           |             |         |        |
| 1989년도 | 450           |             |         |        |
| 1990년도 | 491           |             |         |        |
| 1991년도 | 574           |             |         |        |
| 1992년도 | 650           |             |         |        |
| 1993년도 | 772           |             |         |        |
| 1994년도 | 709           |             |         |        |
| 1995년도 | 740           |             |         |        |
| 1996년도 | 776           |             |         |        |
| 1997년도 | 775           |             |         |        |
| 1998년도 | 775           |             |         |        |
| 1999년도 | 743           |             |         |        |
| 2000년도 | 575           |             |         |        |
| 2001년도 | 482           |             |         |        |
| 2002년도 | 264           |             |         |        |
| 2003년도 | 211           |             |         |        |
| 2004년도 | 226           |             |         |        |
| 2005년도 | 234           |             |         |        |
| 2006년도 | 483           |             |         |        |
| 2007년도 | 497           |             |         |        |
| 2008년도 | 500           |             |         |        |
| 2009년도 | 499           |             |         |        |
| 2010년도 | 513           |             |         |        |
| 2011년도 | 524           |             |         |        |
| 2012년도 | 553           |             |         |        |
| -------- | ------------- | ----------- | ------- | ------ |

## 역 주변
- 국도 제54호선
- 히로시마 시립 아사 시민 병원
- 히로시마 분쿄 여자 대학
- 히로시마 분쿄 여자 대학 부속 고등학교
- 서일본 여객철도 히로시마 지사 가베 변전소

## 역사
- 1911년 6월 12일 : 다이닛폰 궤도 히로시마 지사선 오타가와바시 - 가베 간 연신으로 나카시마 정류장으로서 개업.
- 1919년 3월 11일 : 다이닛폰 궤도 히로시마 지사선이 가베 궤도로 양도되어, 이 회사의 정류장이 된다.
- 1926년 5월 1일 : 가베 궤도가 히로시마 전기로 합병되어, 이 회사의 정류장이 된다.
- 1931년 7월 1일 : 히로시마 전기선이 고하마 철도로 양도되어, 이 회사의 정류장이 된다.
- 1936년 9월 1일 : 고하마 철도 국유화, 일본국유철도 가베 선 소속이 된다. 동시에 역으로 승격해 아키나카시마역으로 개칭.
- 1943년 10월 1일 : 영업 휴지.
- 1956년 6월 1일 : 나카시마역으로 개업해 영업 재개.
- 1987년 4월 1일 : 일본국유철도 분할 민영화에 의해, 서일본 여객철도가 승계.
- 2007년
  - 7월 28일 : ICOCA 대응 간이형 자동 개찰기 설치.
  - 9월 1일 : ICOCA 도입.
- 2014년 8월 20일 : 2014년 8월 호우에 의해 히로시마시에서 토사재해가 발생해(2014년 히로시마현 산사태), 미도리이 역 - 가베 역 간에 8월 31일까지 운전을 중지.

## 인접 역
| 서일본 여객철도 가베 선 | 서일본 여객철도 가베 선 | 서일본 여객철도 가베 선 |
| ----------------------- | ----------------------- | ----------------------- |
| 가미야기 요코가와 방면  | ■ 가베 선               | 가베 가베 방면          |